# 混合栄養生物
混合栄養生物（こんごうえいようせいぶつ、mixotroph）とは、栄養的分類の1つであり、異なる炭素源やエネルギー源を組み合わせて利用できる生物のことである。利用形態としては光合成と化学合成、無機と有機、独立栄養と従属栄養、あるいはそれらの組み合わせが可能である。混合栄養は真核生物と原核生物のいずれにも見られる。混合栄養生物は異なる環境条件に適応できるという利点を持つ。
栄養性が固定されている場合、その栄養源は成長と代謝維持のために常に必要となる。しかし幾つかの栄養性を任意に選択できる場合、ある栄養源を補足的に使用することができる。

## 例
- Paracoccus pantotrophus は化学合成有機従属栄養生物の細菌であり、様々な有機化合物を代謝することができる。また化学合成無機独立栄養生物としての代謝も可能であり、無色の硫黄細菌（Thiobacillus 等）と同様、硫化水素・単体硫黄・チオ硫酸塩といった硫黄化合物を硫酸塩へと酸化する。これらの硫黄化合物は電子供与体として、ATPを生成するために使われる。このような生物の炭素源は、二酸化炭素（独立栄養）もしくは有機炭素（従属栄養）のいずれの場合もある[3][4][5]。有機従属栄養性は好気的条件および嫌気的条件の両方の条件下で、無機独立栄養性は好気的条件下でのみ行われる[6][7]。
- ミドリムシ属のいくつかの種。光合成と吸収栄養[8]。
- オリエントスズメバチ[9]
- ハエトリグサなどの食虫植物。
- Thermosulfidibacter takaii[10]